# FC Bourg-Péronnas
Football Bourg-en-Bresse Péronnas 01 – francuski klub piłkarski założony w 1942, z siedzibą w Bourg-en-Bresse. Drużyna aktualnie gra w Championnat National. Mecze są grane na stadionie Stade Marcel-Verchère.

## Obecny Skład
Stan na 10 sierpnia 2017.
| Nr | Poz. | Piłkarz                |
| -- | ---- | ---------------------- |
| 1  | BR   | Michaël Scannella      |
| 2  | OB   | Antoine Ponroy         |
| 3  | OB   | Florent Perradin       |
| 4  | OB   | Grégoire Amiot         |
| 5  | PO   | Kévin Hoggas           |
| 6  | PO   | Thomas Gamiette        |
| 8  | PO   | Jason Berthomier       |
| 9  | NA   | Wilfried Louisy-Daniel |
| 10 | NA   | Lakdar Boussaha        |
| 11 | OB   | Vital N'Simba          |
| 13 | OB   | Pape Paye              |
| 14 | NA   | Adama Sarr             |

| Nr | Poz. | Piłkarz             |
| -- | ---- | ------------------- |
| 15 | PO   | Jimmy Nirlo ()      |
| 16 | BR   | Sébastien Callamand |
| 17 | NA   | Julien Bègue        |
| 18 | OB   | Ange Digbeu         |
| 19 | PO   | Patrice Dimitriou   |
| 21 | OB   | Quentin Martin      |
| 22 | OB   | Aurélien Faivre     |
| 25 | PO   | Guillaume Heinry    |
| 26 | PO   | Sébastien Chéré     |
| 28 | PO   | Youssouf Ndiaye     |
| 29 | NA   | Yanis Merdji        |
| 30 | BR   | Gaëtan Deneuve      |

1. FBBP01 z awansem do Ligue 2!